# Avenida de América
Avenida de América – stacja metra w Madrycie, na linii 4, 6, 7 i 9. Znajduje się na granicy dzielnic Chamartín i Salamanca, w Madrycie i zlokalizowana jest pomiędzy stacjami Prosperidad, Diego de León (linia 4), República Argentina (linia 6), Cartagena, Gregorio Marañón (linia 7) oraz Cruz del Rayo i Núñez de Balboa (linia 9). Została otwarta 26 marca 1973.